# ヘンリー・アンド・ザ・ファミリー
『ヘンリー・アンド・ザ・ファミリー』（原題: Jesus Henry Christ）は、2012年にアメリカ合衆国で製作されたコメディ映画。

## ストーリー
母と祖父と共に暮らす少年ヘンリーは、1歳になる前に言葉を話し、10歳で大学生となった超天才児であった。そんなある日、ヘンリーは祖父から驚くべき真実を聞かされる。なんとフェミニストである母パトリシアは、過去に精子バンクを利用した人工授精によって彼を妊娠、出産していたのだ。しかも彼には腹違いの姉までいるというのだ。これを聞いて驚くヘンリーだったが、自らの父と姉に会ってみたいと考えるようになる。
一方、ヘンリーの姉であるオードリーは、父であるオハラ博士が発表した著書のせいでレズビアンだと周囲に誤解され、学校ではイジメにあう毎日を送っていた。またこの出来事のせいで、父と子の関係は修復不可能なまでに悪化しているのだった。そんな二人ではあったが、ヘンリーの呼びかけに応え、家族四人が一堂に会することになる。すると突然、オハラ博士がオードリーと自分には血の繋がりがないと主張しだす。そこで四人はDNA検査を受けることにする。

## キャスト
| 役名                           | 俳優                       | 日本語吹替 |
| ------------------------------ | -------------------------- | ---------- |
| ヘンリー・ジェームズ・ハーマン | ジェイソン・スペヴァック   | 矢島晶子   |
| パトリシア・ハーマン           | トニ・コレット             | 塩田朋子   |
| スラヴキン・オハラ博士         | マイケル・シーン           | 牛山茂     |
| オードリー・オハラ             | サマンサ・ワインスタイン   | 高倉有加   |
| スタン・ハーマン               | フランク・ムーア           | 谷口節     |
| パトリシアの母                 | サラ・オレンスタイン       | 水野ゆふ   |
| ビリー・ハーマン               | ジェイミー・ジョンストン   | 宇垣秀成   |
| ティム・ハーマン               | マーク・マクドナルド       | 赤城進     |
| トム・ハーマン                 | ミッキー・マクドナルド     | 赤城進     |
| パトリシア（幼少期）           | Hannah Brigden             | 石田嘉代   |
| マルコム                       | デュシェイン・ウィリアムズ | 杉村憲司   |
| スチュアート                   | アーロン・エイブラムス     | 佐々木啓夫 |
| ベネット                       | キース・ディンコル         | 河本邦弘   |
| アブダ                         | ミシュー・ヴェラーニ       | 岡田栄美   |
| ブライアン                     | オースティン・マクドナルド | 速水秀之   |